# رونگهوا لی
رونگهوا لی (انگلیسی: Li Ronghua؛ زادهٔ ۲۱ سپتامبر ۱۹۵۶) قایقران روئینگ زن اهل چین بود.